# Elevator (Lied)
Elevator (englisch für „Fahrstuhl“) ist ein Lied des US-amerikanischen Rappers Eminem. Der Song ist eine Singleauskopplung seines Albums Relapse: Refill und wurde am 15. Dezember 2009, zeitgleich mit der Single Hell Breaks Loose, zum Download veröffentlicht.

## Inhalt
Im Refrain von Elevator rappt Eminem auf ironische Weise über den enormen Reichtum, den er dank seiner Rapmusik erlangt hat und dass er niemals mit solch einem Erfolg gerechnet hätte. Seinen Reichtum macht Eminem im Lied vor allem daran fest, dass er mittlerweile einen eigenen Fahrstuhl in seinem Haus habe. In der ersten Strophe droht er dagegen anderen Rappern, die ihn in der Vergangenheit angriffen und dabei seine Tochter Hailie erwähnten. Die zweite Strophe beginnt mit negativen Äußerungen über die homosexuellen Musiker Lance Bass, Adam Lambert und Clay Aiken. Eminem meint, dass die Musikszene in den Jahren seiner Abwesenheit verweichlicht sei. In der letzten Strophe richtet er sich an Leute, die vor seinem Haus lauerten und bei ihm klingelten. Diesen macht er deutlich, dass sie sich von ihm fernhalten sollten.

“I used to sit and goof on the phone with my friend Proof

That if I went gold, I’d go right through the roof

He’d say, “What if you went platinum?”, I’d just laugh at him

“That’s not happening, that I can’t fathom”

Eighty-some million records worldwide later

I’m living in a house with a fucking elevator”

## Produktion
Der Song wurde von Eminem selbst produziert, der zusammen mit Luis Resto auch als Autor fungierte.

## Single

### Covergestaltung
Das Singlecover zeigt Eminem, der auf einem Stein sitzt und den Betrachter mit ernstem Blick ansieht. Er trägt ein schwarzes Basecap, ein rotes Poloshirt sowie eine dunkelblaue Jeans und wirft mit der Hand schwarze Buchstaben in Richtung des Betrachters. Im Vordergrund befinden sich die weißen Schriftzüge Eminem, Elevator und Refill: 0 Refills left. Der Hintergrund ist grau gehalten.

### Chartplatzierungen
Elevator stieg am 2. Januar 2010 für eine Woche auf Platz 67 in die US-amerikanischen Singlecharts ein. In Europa konnte sich der Song nicht in den Charts platzieren.
| ChartsChartplatzierungen       | Höchstplatzierung | Wochen |
| ------------------------------ | ----------------- | ------ |
| Vereinigte Staaten (Billboard) | 67 (1 Wo.)        | 1      |